# Don Rigobertos anteckningsböcker
Don Rigobertos anteckningsböcker (Los cuadernos de Don Rigoberto) är en erotisk roman skriven av författaren och nobelpristagaren i litteratur 2010 Mario Vargas Llosa. Romanen publicerades 1997 av Editorial Alfaguara. 
Handlingen i berättelsen baserar sig på en serie anteckningsböcker som Rigoberto skriver, anställd vid ett försäkringsbolag, i vilka han ger uttryck för sina sexuella fantasier och önskningar i några texter som hjälper honom att förtränga det vardagliga livet. 
Hela texten är baserad på konstverk, såväl målningar som musik och litteratur som ger honom inspiration. Bland dessa återfinns: L'origine du monde ("Livets ursprung") och Lättja och vällust  av Gustave Courbet;  Naken med katt, av Balthus; Diana och hennes väninnor, av Johannes Vermeer; La Priére och Ryggen av Kiki de Montparnasse av Man Ray, de erotiska gravyrerna av Utamaro och Turkiska badet, av Jean Auguste Dominique Ingres. 

## Bildgalleri

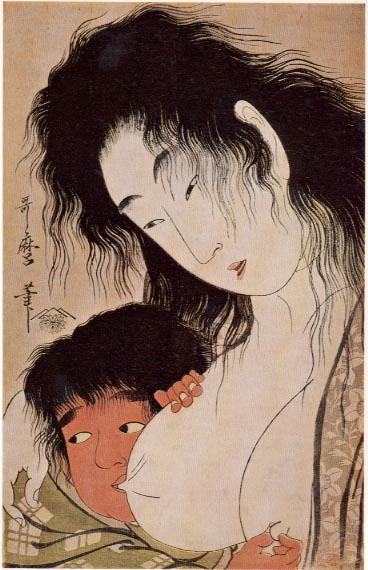
Utamaro: Yama-Uba y Kintaro (med ett glas vin)
Dominique Ingres: Turkiska badet